# آلباتروس ال۷۲
آلباتروس ال۷۲ (به انگلیسی: Albatros_L_72) یک هواگرد از نوع هواگرد باربری ساخت شرکت آلباتروس فلوکتسایک‌ورک در آلمان است. هواگرد آلباتروس ال۷۲ نخستین پروازش را در ۱۹۲۶ میلادی انجام داد. در مجموع، تعداد ۴ فروند از این هواگرد ساخته شده‌است.